# جيك بيلي (لاعب كرة قدم أمريكية)
جيك بيلي (بالإنجليزية: Jake Bailey)‏ هو لاعب كرة قدم أمريكية أمريكي، ولد في 18 يونيو 1997 في فينيكس في الولايات المتحدة.

## وصلات خارجية
- جيك بيلي على موقع مرجع كرة القدم المحترفة.كوم (الإنجليزية)